# درخش هلیوم

همجوشی هسته‌ای هلیوم در هستهٔ مرکزی ستارگان کم‌جرم.

درخش هلیوم (انگلیسی: Helium flash) یک ناپایداری حرارتی بسیار کوتاه ناشی از همجوشی هسته‌ای مقادیر فراوانی هلیوم با کربن از طریق فرایند آلفا سه‌گانه در ستارگان کم جرم است (بین ۰٫۸ جرم خورشیدی تا ۲ جرم خورشیدی) که در مرحلهٔ غول سرخی آنان روی می‌دهد. انتظار می‌رود خورشید ما در حدود ۱٫۲ میلیارد سال پس از ترکِ رشته اصلی دچار درخش هلیوم شود.
یک فرایند همجوشی زودگذر بسیار نادرتر هلیوم نیز ممکن است در سطح ستارگان کوتوله‌های سفید رشدکننده رخ دهد.
ستارگان کم‌جرم نیروی گرانشی کافی برای شروع همجوشی طبیعی هلیوم تولید نمی‌کنند. با اتمام هیدروژن موجود در هسته، مقداری از هلیوم باقی‌مانده به ماده تباهیده فشرده می‌شود و در برابر رمبش گرانشی توسط فشار مکانیک کوانتومی (و نه فشار حرارتی) تاب می‌آورد. این موضوع باعث افزایش چگالی و دمای هسته می‌شود تا زمانی که تقریباً به ۱۰۰ میلیون کلوین برسد، که به اندازه کافی داغ هست تا باعث همجوشی هلیوم (یا "سوختن هلیوم") در هسته شود.
با این حال، یکی از خواص اساسی ماده تباهیده این است که افزایش دما باعث افزایش حجم ماده نمی‌شود تا زمانی که فشار حرارتی آنقدر زیاد شود که از فشار تباهیدگی فراتر رود. در ستارگان رشته اصلی، انبساط حرارتی دمای هسته را تنظیم می‌کند، اما در هستهٔ مواد تباهیده این اتفاق نمی‌افتد. همجوشی هلیوم دما را افزایش می‌دهد، که به نوبهٔ خود سرعت همجوشی را افزایش می‌دهد و موجب افزایش بیشتر دما در یک واکنش گرمازای اتفاقی می‌شود. این فرایند یک «درخش» از همجوشی بسیار شدید هلیوم ایجاد می‌کند که تنها چند دقیقه طول می‌کشد، اما در یک لحظهٔ کوتاه، انرژی با میزانی قابل مقایسه با کل کهکشان راه شیری منتشر می‌کند.
در مورد ستارگان کم‌جرم معمولی، آزاد شدن این میزان انرژی باعث می‌شود که بخش اعظم هسته از حال تباهیدگی خارج شود، و به آنان اجازه می‌دهد که انبساط حرارتی بیابند، با این حال، انرژی فراوانی به اندازه کل انرژی آزادشده توسط فلاش هلیوم مصرف می‌شود و بقیهٔ انرژی اضافی جذب لایه‌های فوقانی ستاره می‌شود؛ بنابراین بخش اعظم «درخش هلیوم» قابل مشاهده نیست و صرفاً توسط مدل‌های اخترفیزیکی توصیف می‌شود. پس از انبساط و سرد شدن هسته، سطح ستاره به سرعت خنک و در عرض ۱۰۰۰۰ سال منقبض می‌شود تا اینکه تقریباً ۲٪ شعاع و درخشندگی قبلی خود را به دست می‌آورد. تخمین زده می‌شود که هسته هلیوم دچار فشار تبهگنی الکترون، حدود ۴۰ درصد از جرم کلی ستاره وزن دارد و ۶ درصد از هسته نیز به کربن تبدیل می‌شود.
تخمین زده می‌شود که درخش هلیوم در ستاره‌ای با ۱ جرم خورشیدی، قادر به آزادسازی ۵×۱۰۴۱ J یا ۰٫۳٪ از انرژی کلی آزاده‌شده از ابرنواختر نوع یکم ای باشد که میزان کلی آن ۱٫۵×۱۰۴۴ J است و توسط یک اشتعال مشابه از همجوشی هستهٔ کربن در یک کوتوله سفید با جنس «کربن-اکسیژن» ایجاد می‌شود.